# Križasti grozdni sukač
Križasti grozdni sukač (znanstveno ime Lobesia botrana) je škodljivec vinske trte iz družine listnih zavijačev.

## Opis
Odrasel metulj doseže v dolžino med 6 in 8 mm, premer kril pa ima med 12 in 13 mm. Samice so nekoliko večje od samcev. Zunanja stran prednjih kril je posejana s svetlo rjavimi, sivkastimi in temno rjavimi lisami nepravilnih oblik. Zadnja krila so siva in imajo temnejši obrobo. Ličinke so zelenkaste do svetlo rjave gosenice s svetlo rumeno glavo, dolge med 8 in 9 mm.

## Biologija
Gosenice se hranijo s cvetovi in plodovi vinske trte, (Vitis vinifera)  volčina (Daphne gnidium) ter nekaterih drugih rastlin (navadne robide (Rubus fruticosus), ribeza (Ribes sp.), oljke (Olea europaea), češnje (Prunus avium), slive (Prunus domestica), kivija (Actinidia chinensis), granatnega jabolka (Punica granatum), idr.). V Evropi ima križasti grozdni sukač dve do tri generacije letno, ličinke pa se izležejo po 20 do 30 dneh od zaleganja. Prezimi buba v svilenem kokonu.
Velja za pomembnega škodljivca v vinogradih, saj gosenice poleg škode, ki jo naredijo z vrtanjem po grozdnih jagodah, povzročijo tudi okužbe grozdja z raznimi plesnimi.

## Razširjenost
Domovina metulja je južna Italija, danes pa je razširjen po celotni južni Evropi, Severni Afriki, Anatoliji in Kavkazu. Pred nedavnim so o pojavu sukača poročali tudi iz Japonske, Čila in Argentine.

## Invazivna vrsta
Križastega grozdnega sukača so oktobra 2009 odkrili v Kaliforniji, v vinogradih Nape, kar je bil prvi zabeležen primer tega škodljivca v ZDA.  Kmalu so škodljivca odkrili tudi drugod, kar je privedlo do tega, da je 9, marca 2010 Kalifornijsko ministrstvo za hrano in kmetijstvo (CDFA) razglasilo strogo karanteno na 420 km2 velikem območju okrožij Napa, Sonoma in Solano.  12. maja 2010 je bilo pod karanteno uvrščeno še okrožje Fresno, saj so v pasti v bližini Kingsburga ujeli še dva primerka križastega grozdnega sukača. Zaradi nevarnosti širjenja metulja je Mehika takrat začasno ustavila uvoz grozdja iz Kalifornije. 
Avgusta 2016 so karanteno opustili, saj od junija 2014 v Kaliforniji niso več opazili prisotnosti sukača.